# Summoner 2
Summoner 2 là một trò chơi hành động nhập vai do hãng Volition phát triển và THQ phát hành. Đây là phần tiếp theo của Summoner, ban đầu nó được phát hành cho hệ máy PlayStation 2 vào năm 2002 nhưng về sau lại được phát hành cho GameCube với một số thay đổi về mặt hình ảnh thành Summoner: A Goddess Reborn vào năm 2003. Người chơi sẽ vào vai Maia, Nữ hoàng xứ Halassar, nguyên là nữ thần Laharah tái sinh và có thể biến mình thành triệu hồi sư. Maia phải chữa lành Cây Eleh trong huyền thoại, cội nguồn của Aosi, ngôn ngữ của Đấng tạo hóa. Trên đường đi, cô gặp một loạt các nhân vật, bao gồm cả Yago từ phiên bản Summoner đầu tiên.

## Cốt truyện
Trò chơi diễn ra 20 năm sau phần đầu tiên. Halassar, một tỉnh thuộc Đế chế Galdyr, cách xa các vương quốc Medeva và Orenia, đã được báo trước là nơi sinh thành của nữ thần Laharah Tái sinh. Các nữ tư tế thờ phụng Laharah từng tuyên bố Maia là nữ thần khi cô còn nhỏ và quân đội xứ ấy liền nổi dậy nhân danh Maia, dưới sự lãnh đạo của em trai Hoàng đế là Hoàng thân Taurgis, biến Halassar thành một quốc gia độc lập tách khỏi Galdyr và Maia, trở thành Nữ hoàng của Đế quốc Halassar. Đồng hành cùng cô là Sangaril, một đứa trẻ mồ côi nhận được sự huấn luyện nghiêm ngặt từ hiệp hội sát thủ Shadow Clan của Munari, kẻ được phái đến giết Maia hồi còn nhỏ, nhưng thay vào đó anh ta lại trở thành vệ sĩ thân tín của cô. Trong lúc đòi lại quyển Sách Tiên Tri từ tên phản bội Cung điện Halassar tên là Dama Sivora, Maia vô tình kích hoạt một viên đá rune chôn sâu trong thành lũy đảo hải tặc của Hoàng tử Neru, nằm trên hòn đảo nhỏ Teomura, có khả năng hóa thân thành một trong 4 linh thú triệu hồi. Sau khi lấy lại được Sách Tiên Tri và trở lại Cung điện, Maia biết được nhiều hơn về số phận của mình.
Lời Tiên tri nói rằng Cây Eleh, vốn trao lại sự sống cho thế giới này, đã bị Tempest, một cơn bão ma quái phá vỡ. Maia, Hiện thân của Nữ thần Laharah, được giao nhiệm vụ khôi phục cái Cây này theo như là lời tiên tri chỉ dẫn. Tiếp đến, Maia phải đáp trả một cuộc đột kích từ đám tàn binh bại tướng của Vua Adamur, vương quốc bị giày xéo đi rất nhiều khi cô được xác nhận là Nữ thần Laharah. Tấn công vào khu Lăng mộ Hoàng gia mà Đế quốc vừa chiếm được, Maia đối đầu với Krobelus, đang nằm dưới sự kiểm soát của Tempest, và đánh bại hắn. Tò mò về kiến thức của Krobelus về lời tiên tri của mình, cô bắt đầu theo dõi anh ta đến nhà tù Indubal, nơi anh ta bị bắt giữ sau khi bị quân đội Đế quốc của Vua Azraman, Vua xứ Galdyr chiếm cứ. Krobelus giải thích rằng anh ta bị thế lực ma quỷ khống chế, và họ phải đi đến hang động đầy băng đá của Eleh để tìm cửa ngõ dẫn tới Vùng Chạng vạng để anh ta có thể thoát khỏi sự chiếm đoạt thể xác của đám quỷ dữ và là nơi mà Maia hy vọng sẽ khám phá ra chìa khóa để khôi phục Cây Eleh. Họ hy vọng sử dụng một chiếc tàu bay thuộc về Morbazan huyền thoại sống ở Thành phố Munari, nơi có chủng tộc sống dưới nước tôn thờ nhiều vị thần. Tại đây họ được gặp Morbazan, ông kể với Nữ thần rằng chính ông ta sẽ cho họ mượn tàu của mình để đổi lấy Iari. Không biết đó là gì, Maia vào sâu đến tận trong Adytum of the Unseen, và phát hiện Iari hóa ra là một loại vũ khí cảm biến. Cô mang nó đến cho Morbazan, và rồi ông ta đồng ý đưa họ lên phía bắc đến chỗ hang động Eleh Caverns, tại đây nhóm tìm thấy tu sĩ Yago xứ Iona, từ bản Summoner đầu tiên, người hướng dẫn họ đến một đoạn của Cây Eleh, đóng vai trò như một cánh cổng tới lãnh địa đa diện Realm of Twilight. Maia thấy mình ở một nơi gọi là Bánh xe Perduellion, nằm dưới sự kiểm soát của một chủng tộc tự nhận mình qua một hệ thống Masks đầy phức tạp và có ý định chém giết tất cả các vị thần của họ. Perduellion báo cho Maia biết rằng bạn bè của mình bị mắc kẹt và chỉ có thể được giải thoát nếu cô tiêu diệt vị thần của họ, với điều kiện phải thực hiện các nhiệm vụ phức tạp ở Temple of the Archons, Bibliopolis of Lost Tomes, Tribunal, Vandal's Ruins cho đến việc đánh bại Vandal và con gái của hắn, Nepenthes, và cây cầu của Paludal với đám golem bùn. Cô giải thoát Morbazan khỏi một cuộc thử nghiệm bằng trận kịch chiến, để rồi khám phá ra ông ta thực sự là ai; rằng ông và Iari là những người cuối cùng của Unseen, những vị thần trước đây và các nhà lãnh đạo của Perduellion. Một khi Maia phóng thích toàn bộ nhóm chiến hữu của mình, họ buộc phải tiến đánh tên bạo chúa mới của Perduellion là Ushandul và đi đến căn cứ của Sharangir để nắm quyền điều khiển tòa tháp của ông ta và do đó đánh bại được Khargathalan hùng mạnh. Sau đó cả nhóm tự động vận chuyển trở về Cung điện Halassar ngoại trừ Maia, được gửi một mình đến chỗ Dream of Eleh để nói chuyện với các linh hồn của Rosalind, Trưởng tu viện xứ Iona và con gái của Yago, và vị thần Urath lại xuất hiện toàn bộ một lần nữa trong bản Summoner đầu tiên. Cô học hỏi được từ họ nhiều hơn về con đường mà cô muốn đi để giải cứu vương quốc và đánh bại Tempest. Người bạn đáng tin cậy và người dẫn đường của Maia là Surdama Kir đã phản bội lại cô ấy và trở thành nô lệ dưới trướng Tempest. Trong chính điện Palace Throne Room, Maia và bạn bè của cô đặt chân đến chỗ Labyrinth of the Guardians, nơi họ bị tấn công từ phía bốn cánh cổng. Sau khi hoàn thành Labyrinth, Maia đã có thể tiếp cận linh thú triệu hồi thứ 13 và quyền năng của nó. Trải qua những trận quyết chiến cuối cùng tại Eye of the Storm và Celestial Sphere tiếp theo, với Maia yếu đi nhiều đồng hành cùng với Iari trong một bước đi tuyệt vọng sau cùng, để trở nên mạnh mẽ hơn và đủ sức đánh bại Tempest một lần và mãi mãi. Trò chơi kết thúc với cảnh tượng Maia/Iari tiêu diệt được Tempest và hóa thân thành chính cái Cây Eleh.

## Lối chơi
Tương tự như người tiền nhiệm của nó, lối chiến đấu vẫn xảy ra trong thời gian thực, với việc triển khai ma pháp diễn biến theo thời gian tùy thuộc vào sự phức tạp của loại phép thuật đó. Hệ thống đòn tấn công liên hoàn từ bản đầu tiên đã được gỡ bỏ nhằm thay cho một nút combo và hệ thống bảo vệ mang tính truyền thống nhiều hơn. Kỹ năng được tăng lên khi các nhân vật thăng cấp, và đồ trang bị được thu thập, bao gồm những loại kỹ năng đặc biệt dành cho số nhân vật do AI điều khiển, có nghĩa là người chơi có thể tập trung chơi một nhân vật cụ thể nếu muốn. Một số kẻ thù sẽ hồi sinh theo thời gian, thậm chí đôi khi xuất hiện phía sau nhóm của người chơi trong một số khu vực mở đến vùng đất hoang. Không giống như phiên bản đầu tiên, các chuyến du hành xuyên thế giới được thực hiện qua từng điểm một, có nghĩa là không có những cuộc chạm trán ngẫu nhiên trong trận đánh.
Không giống như bản đầu tiên, chỉ cho phép tối đa 5 thành viên trong nhóm của người chơi mà không thể thay đổi được gì (ngoại trừ linh thú triệu hồi), Summoner 2 chỉ cho phép tối đa 3 nhân vật trong nhóm ngay lập tức, dù các nhân vật này có thể được chọn từ một nhóm 7 người. Nhân vật chính Maia thường được yêu cầu phải ở lại trong nhóm, và tại một số màn chơi sẽ không cho phép chuyển đổi nhân vật cùng lúc.
Ngoài việc đi thẳng một mạch cho hết phần cốt truyện chính, Maia cũng có thể ảnh hưởng trực tiếp đến sự phát triển của cả vương quốc. Cô có thể quyên góp vàng thu được từ các cuộc phiêu lưu để cải thiện dịch vụ y tế, giáo dục, và quân sự trong lĩnh địa của mình, và còn đưa ra các phán quyết về nhiều vấn đề chính trị để lại nhiều hậu quả về sau trong game.